# Ștefan Lupu
Ștefan Lupu (n. 8 mai 1985, Sfântu Gheorghe, Covasna, România) este un actor român de teatru și film și dansator. La Gala UNITER 2014 este premiat la categoria Premiul special pentru teatru-dans pentru rolul din spectacolul Zic-Zac.